# Jesufrei
Jesufrei era una freguesia portuguesa del municipio de Vila Nova de Famalicão, distrito de Braga.

## Historia
Fue suprimida el 28 de enero de 2013, en aplicación de una resolución de la Asamblea de la República portuguesa promulgada el 16 de enero de 2013 al unirse con las freguesias de Lemenhe y Mouquim, formando la nueva freguesia de Lemenhe, Mouquim e Jesufrei.